# Tai Odiase
Tai Odiase (Flossmoor, Illinois, 21 de septiembre de 1995) es un jugador de baloncesto estadounidense de origen nigeriano que actualmente forma parte de la plantilla del Bahçeşehir Koleji S.K. de la BSL turca. Con 2,06 metros de estatura, juega en la posición de pívot.

## Trayectoria deportiva
Jugó durante cuatro temporadas con los UIC Flames, donde la temporada 2017-18 anotaría 9.3 puntos, 5.6 rebotes y 3.1 tapones en 25 minutos, por partido. En sus dos últimas temporadas universitarias fue elegido Mejor Jugador Defensivo de su conferencia, la Horizon League.
Tras no ser elegido en el Draft de la NBA de 2018, en abril de 2018 firmó su primer contrato profesional en España, en concreto en las filas del Iberostar Tenerife donde jugó durante 6 partidos en la Liga ACB, cubriendo la baja de Rosco Allen.
Tras disputar la liga de verano de la NBA 2018 con los Phoenix Suns, firma con el Lavrio B.C. de la A1 Ethniki para disputar la temporada 2018-19.
En junio de 2021, firma por el EWE Baskets Oldenburg de la Basketball Bundesliga.
El 13 de julio de 2022, firma por el Basket Brescia Leonessa de la Lega Basket Serie A italiana.
El 3 de julio de 2023 fichó por el BC Prometey de la Latvian-Estonian Basketball League, la liga conjunta de Letonia y Estonia.
En agosto de 2024, la Federación Puertorriqueña de Baloncesto (FBPUR) autoriza la aprobación del proceso de naturalización de Tai Odiase para poder representar a Puerto Rico en el escenario mundial.
El 20 de junio de 2024 fichó por el Bahçeşehir Koleji S.K. de la BSL turca.